# Jörgen Zetterquist
Lars Jörgen Zetterquist, född 17 november 1928 i Arvika, död 31 maj 2013 på samma ort, var en svensk målare, tecknare, grafiker och jazzmusiker (kornett).
Jörgen Zetterquist utbildade sig för Nils Wedel på Slöjdföreningens skola i Göteborg 1947–1949 och för Endre Nemes på Valands konstskola i samma stad 1950–1955. Sedan 1948 genomförde han en rad studieresor till bland annat England, Frankrike, Italien, Marocko och Tyskland. Han tilldelades Värmlands musei vänners stipendium 1950 och Göteborgs stads kulturstipendium 1961. Under sin tid i Göteborg bodde han tillsammans med sin bror och flera av Nemes elever på Kåken, ett stort nedgånget hus på Övre Besvärsgatan 8 i Landala. Kring 1950 var bröderna med och grundade dixiebandet The Original Landala Red Hot Stompers tillsammans med andra konststuderande från Valand och Slöjdföreningen och gruppen spelade ofta på fester på Kåken, Valand och Slöjdföreningen. Separat ställde han bland annat ut i Karlstad, Göteborg, Lomma, Kinna och ett flertal gånger i Arvika samt på Konstnärshuset i Stockholm 1967. Tillsammans med Niklas Göran ställde han ut på Folkteaterns foajé i Göteborg 1962 och tillsammans med Denice och Olle Zetterquist i Eslöv 1960. Han var en regelbunden utställare i Värmlands konstförenings salonger i Karlstad sedan 1948 och han medverkade i Nationalmuseums Unga tecknare 1951–1954 samt 1963, han var representerad i utställningen Nya Valand som visades på Liljevalchs konsthall 1958 och Liljevalchs Stockholmssalonger samt i Grupp Väst utställning på Sveagalleriet i Stockholm 1961 och i flera utställningar av västsvensk konst i Göteborg samt samlingsutställningar i Milano, Lübeck, Edinburgh, Amsterdam och Glasgow. Som medlem i Grupp 54 medverkade han föreningens olika aktiviteter och utställningar. En stor del av livet var han bosatt vid sjön Racken utanför Arvika. Han målade och tecknade porträtt och självporträtt, figurstudier och interiörer i realistisk stil.  
Jörgen Zetterquist porträtterades i den tv-sända dokumentären Racken Blues 2003.
Han är son till modellören och skräddaren Knut Antonius Zetterquist och Hillkevi Carolina Fredlundh och från 1957 gift med Britta Göran samt far till konstnären Johan Zetterquist och Petter Zetterquist. Han är bror till Olle Zetterquist och sonson till violinisten Lars Zetterquist samt brorson till Jérôme Zetterquist. Bland hans offentliga arbeten märks väggdekorationer i putrido för Varabolagets restaurang Lejonet i Göteborg samt den 4,5 meter långa väggmålningen Kamratfest. Zetterquist är representerad på bland annat Moderna museet i Stockholm, Röhsska museet, Göteborgs museum, Borås konstmuseum, Malmö museum, Hälsinglands museum, Vänersborgs museum, Postmuseum och Värmlands museum i Karlstad.